# YUMA (ダンサー)
YUMA（ゆま、ゆうま、1986年9月9日 - ）は、日本のダンサー、歌手、デザイナー、俳優、配信者（YouTuber他）、実業家。
ダンスボーカルユニットSHARE LOCK HOMESのリーダー。
山口県下関市出身。血液型はO型。身長は170cm。本名は小池勇磨。
イメージカラーは赤。ファンマークは✬。
SHARE LOCK HOMESとしての活動の他に酒呑卑恥のディレクター、Bar「Binky Frog」オーナー（thatとの共同オーナー）、株式会社PIMPの代表取締役として活動している。

## 来歴

### 2002年
- SHARE LOCK HOMESのメンバーであるSHIRAHANと共に上京[2]

### 2005年
- 第2回D-BOYSオーディションにノミネート[3]

### 2007年
- 1月 山口県下関市の成人式にてSHARE LOCK HOMESの結成
- 11月～ ダンス指導をしていたラムズ制作の子供向け番組ナニカナ☆ナナカナにゆうまおにいさんとしてダンスコーナーに出演

### 2008年
- 5月6日 遠藤正明・影山ヒロノブ出演のアニぱら音楽館 EXTREME LIVE 2008でO-EASTのステージに立つ[4]

### 2015年
- 5月 DVD作品『電エース下関』で主演をつとめる（電三十二郎役）

### 2019年
- 1月13日 BINKY FROGの開店[5]

### 2020年
- 4月22日 ツイキャスにて「ゆまさんのアトリエ」毎日連続放送を開始
- 9月12日 Tokyo baseにて酒天卑恥の開店
- 株式会社PIMPの設立

### 2021年
- 4月22日 「ゆまさんのアトリエ」毎日連続放送1年間突破(放送継続中)
- 5月31日 酒天卑恥の閉店[6]
- 8月1日 酒呑卑恥と名を改めて再度立ち上げ

## 人物
学生時代
1998年下関市立文関小学校卒業。小学2年のときにダンスを始め、6年で初めてショーケースに出る。2001年下関市立日新中学校卒業。中学時代に後にSHARE LOCK HOMES メンバーとなるSHARAHAN、RYO、TAKOと出会う。
上京後
2002年にSHIRAHANと共に上京。調布市仙川でシェアルーム(5人で間取りは2DK)を始める。上京後2～3年後はステージに立つことができずガソリンスタンド、コンビニ、カラオケなどのアルバイトをして生活費を稼いでいた。食費がなくセミやコーンスターチ（とうもろこしが原料とあったため）で空腹をしのいだこともある。
2005年第2回D-BOYSオーディションにノミネートされ俳優をめざすも合わなかったためTAKOとチームKを組む。
2007年地元下関の成人式のイベントのために幼なじみのSHIRAHAN、TAKO、RYOとSHARE LOCK HOMESを結成する。
2012年8月 舞台「M ACT QUEST ～勇者たもつと屈強なパフォーマー達の魔王への軌跡～」で後にルームシェアをする俳優サトウヒカルと出会う。
2012年10月 踊ってみた動画「テクノブレイク」で後にSLHメンバーとなるKARASUと初コラボ。
資格・免許
- ストリートダンス検定(2013年1月25日)[7]
- カッパ捕獲許可証

好きなもの
お酒、たばこ(マルボロ)、マヨネーズ、オムライス、酢豚
嫌いなもの
甘いもの、寒天
ペット
2020年12月からパグを飼っている。名前はにわとり。愛称はにわ。お披露目は2020年12月24日。

## ダンサーとしての活動
- 遠藤正明、影山ヒロノブ　ダンス指導
- ANIXILE（影山ヒロノブ,遠藤正明,サイキックラバー,ELISA）ダンス指導
- G.Addict(梶裕貴・阿部敦・寺島拓篤・堀江一眞)振付・ステージング
- #コンパス 糸巡輪廻 モーションアクター

## デザイナーとしての活動
- SHARE LOCK HOMESのグッズデザイン。
- 個人オリジナルグッズの販売。ゆまさんのアトリエ。[8]
- フルーツ若木、オリジナル段ボール箱のデザイン。[9]
- 2020年9月12日 - 酒呑卑恥のディレクター。